# Лужковский (посёлок)
Лужковский — посёлок в Суворовском районе Тульской области России.
В рамках административно-территориального устройства входит в Балевскую сельскую территорию Суворовского района, в рамках организации местного самоуправления входит в Северо-Западное сельское поселение.

## География
Расположен на реке Черепеть, в 77 км к западу от центра города Тулы и в 4 км к западу от центра города Суворов.

## Население
| 2002 | 2010 |
| ---- | ---- |
| 291  | ↘280 |